# 豐岡市
豐岡市（日语：／ Toyooka shi */?）是位於日本兵庫縣北部（但馬地域）的城市，為兵庫縣北部的主要城市，也是縣内面積最大的城市。特產為「豐岡鞄」。圓山川流經市內並往北注入日本海，市區位於豐岡盆地內，北側海岸被劃為山陰海岸地理公園，同時也被劃入山陰海岸國立公園的範圍；山區部分則被劃入冰之山後山那岐山國定公園。境內有日本目前僅存的野生東方白鸛棲息地。

## 氣候
豐岡市氣候屬於日本海側氣候，冬季降雪量大，在靠內陸位置的平均年降雪量可達312公分，比位於信越的新潟市（217公分）、金澤市（281公分）、福井市（286公分）還高。

## 人口
| 豐岡市人口分布圖 |                                               |  |
| 豐岡市與日本全國年齡別人口分布比較圖 （2005年資料） | 豐岡市的年齡、男女別人口分布圖 （2005年資料） |  |
| ■紫色是豐岡市 ■綠色是全国 | ■藍色是男性 ■紅色是女性                       |  |
| 豐岡市人口變化 \| 1970年 \| 94,732人 \| \| \| 1975年 \| 95,687人 \| \| \| 1980年 \| 96,448人 \| \| \| 1985年 \| 96,086人 \| \| \| 1990年 \| 94,163人 \| \| \| 1995年 \| 93,859人 \| \| \| 2000年 \| 92,752人 \| \| \| 2005年 \| 89,208人 \| \| \| 2010年 \| 85,592人 \| \| \| 2015年 \| 82,250人 \| \| \| 2020年 \| 77,489人 \| \| |                                               |  |
| 資料來源：日本總務省統計中心提供之人口普查數據 |                                               |  |
| 1970年 | 94,732人                                      |  |
| 1975年 | 95,687人                                      |  |
| 1980年 | 96,448人                                      |  |
| 1985年 | 96,086人                                      |  |
| 1990年 | 94,163人                                      |  |
| 1995年 | 93,859人                                      |  |
| 2000年 | 92,752人                                      |  |
| 2005年 | 89,208人                                      |  |
| 2010年 | 85,592人                                      |  |
| 2015年 | 82,250人                                      |  |
| 2020年 | 77,489人                                      |  |

## 歷史
8世紀時，但馬國的國分寺及國分尼寺建於市內的日高町。14世紀後，山名氏以此為據點掌控中國地方。16世紀豐臣秀吉掌控此地後，由宮部繼潤治理此地，並開始作為城下町發展。江戶時代後，現在的轄區分屬豐岡藩和出石藩管轄。1871年廢藩置縣後，豐岡被整合為豐岡縣，1976年再被整備到兵庫縣內。
1889年日本實施町村制，現在的轄區在當時分屬城崎郡、美含郡、氣多郡等多個行政區劃，經過多次整併，在1950年豐岡町及周邊行政區劃合併為豐岡市。2005年，豐岡市再與周邊的城崎町、竹野町、日高町、出石町、但東町整併為現在的豐岡市。

### 變遷表
| 1889年4月1日 | 1889年-1926年         | 1926年-1944年           | 1944年-1954年        | 1954年-1989年           | 1954年-1989年           | 1989年-現在         | 現在                |
| ------------ | --------------------- | ----------------------- | -------------------- | ----------------------- | ----------------------- | ------------------- | ------------------- |
| 國府村       | 國府村                | 國府村                  | 國府村               | 1955年3月25日 日高町    | 1955年3月25日 日高町    | 2005年4月1日 豐岡市 | 2005年4月1日 豐岡市 |
| 八代村       |                       |                         |                      | 1955年3月25日 日高町    | 1955年3月25日 日高町    | 2005年4月1日 豐岡市 | 2005年4月1日 豐岡市 |
| 日高村       | 1925年11月1日 日高町  | 1925年11月1日 日高町    | 1925年11月1日 日高町 | 1955年3月25日 日高町    | 1955年3月25日 日高町    | 2005年4月1日 豐岡市 | 2005年4月1日 豐岡市 |
| 三方村       |                       |                         |                      | 1955年3月25日 日高町    | 1955年3月25日 日高町    | 2005年4月1日 豐岡市 | 2005年4月1日 豐岡市 |
| 西氣村       | 西氣村                | 西氣村                  | 西氣村               | 1955年3月25日 日高町    | 1955年3月25日 日高町    | 2005年4月1日 豐岡市 | 2005年4月1日 豐岡市 |
| 西氣村       | 1894年12月15日 清瀧村 |                         |                      | 1955年3月25日 日高町    | 1955年3月25日 日高町    | 2005年4月1日 豐岡市 | 2005年4月1日 豐岡市 |
| 三椒村       | 三椒村                | 三椒村                  | 三椒村               | 1955年3月3日 竹野村     | 1957年4月1日 竹野町     | 2005年4月1日 豐岡市 | 2005年4月1日 豐岡市 |
| 奧竹野村     |                       |                         |                      | 1955年3月3日 竹野村     | 1957年4月1日 竹野町     | 2005年4月1日 豐岡市 | 2005年4月1日 豐岡市 |
| 中竹野村     |                       |                         |                      | 1955年3月3日 竹野村     | 1957年4月1日 竹野町     | 2005年4月1日 豐岡市 | 2005年4月1日 豐岡市 |
| 竹野村       |                       |                         |                      | 1955年3月3日 竹野村     | 1957年4月1日 竹野町     | 2005年4月1日 豐岡市 | 2005年4月1日 豐岡市 |
| 內川村       | 內川村                | 內川村                  | 內川村               | 1955年2月1日 城崎町     | 1955年2月1日 城崎町     | 2005年4月1日 豐岡市 | 2005年4月1日 豐岡市 |
| 湯島村       | 1895年3月15日 城崎町  | 1895年3月15日 城崎町    | 1895年3月15日 城崎町 | 1955年2月1日 城崎町     | 1955年2月1日 城崎町     | 2005年4月1日 豐岡市 | 2005年4月1日 豐岡市 |
| 奈佐村       | 奈佐村                | 奈佐村                  | 奈佐村               | 1955年4月1日 併入豐岡市 | 豐岡市                  | 2005年4月1日 豐岡市 | 2005年4月1日 豐岡市 |
| 港村         |                       |                         |                      | 1955年4月1日 併入豐岡市 | 豐岡市                  | 2005年4月1日 豐岡市 | 2005年4月1日 豐岡市 |
| 豐岡町       | 豐岡町                | 豐岡町                  | 1950年4月1日 豐岡市  | 1950年4月1日 豐岡市     | 豐岡市                  | 2005年4月1日 豐岡市 | 2005年4月1日 豐岡市 |
| 八條村       | 八條村                | 1933年4月1日 併入豐岡町 | 1950年4月1日 豐岡市  | 1950年4月1日 豐岡市     | 豐岡市                  | 2005年4月1日 豐岡市 | 2005年4月1日 豐岡市 |
| 田鶴野村     | 田鶴野村              | 1943年4月1日 併入豐岡町 | 1950年4月1日 豐岡市  | 1950年4月1日 豐岡市     | 豐岡市                  | 2005年4月1日 豐岡市 | 2005年4月1日 豐岡市 |
| 三江村       | 三江村                | 1943年8月1日 併入豐岡町 | 1950年4月1日 豐岡市  | 1950年4月1日 豐岡市     | 豐岡市                  | 2005年4月1日 豐岡市 | 2005年4月1日 豐岡市 |
| 新田村       |                       |                         | 1950年4月1日 豐岡市  | 1950年4月1日 豐岡市     | 豐岡市                  | 2005年4月1日 豐岡市 | 2005年4月1日 豐岡市 |
| 五莊村       |                       |                         | 1950年4月1日 豐岡市  | 1950年4月1日 豐岡市     | 豐岡市                  | 2005年4月1日 豐岡市 | 2005年4月1日 豐岡市 |
| 中筋村       |                       |                         | 1950年4月1日 豐岡市  | 1950年4月1日 豐岡市     | 豐岡市                  | 2005年4月1日 豐岡市 | 2005年4月1日 豐岡市 |
| 神美村       | 神美村                | 神美村                  | 神美村               | 神美村                  | 1957年9月1日 併入豐岡市 | 2005年4月1日 豐岡市 | 2005年4月1日 豐岡市 |
| 神美村       | 神美村                | 神美村                  | 神美村               | 神美村                  |                         | 2005年4月1日 豐岡市 | 2005年4月1日 豐岡市 |
| 出石町       | 出石町                | 出石町                  | 出石町               | 出石町                  | 1957年9月1日 出石町     | 2005年4月1日 豐岡市 | 2005年4月1日 豐岡市 |
| 室埴村       |                       |                         |                      |                         | 1957年9月1日 出石町     | 2005年4月1日 豐岡市 | 2005年4月1日 豐岡市 |
| 小坂村       |                       |                         |                      |                         | 1957年9月1日 出石町     | 2005年4月1日 豐岡市 | 2005年4月1日 豐岡市 |
| 合橋村       | 合橋村                | 合橋村                  | 合橋村               | 合橋村                  | 1956年9月30日 但東町    | 2005年4月1日 豐岡市 | 2005年4月1日 豐岡市 |
| 高橋村       |                       |                         |                      |                         | 1956年9月30日 但東町    | 2005年4月1日 豐岡市 | 2005年4月1日 豐岡市 |
| 資母村       |                       |                         |                      |                         | 1956年9月30日 但東町    | 2005年4月1日 豐岡市 | 2005年4月1日 豐岡市 |

## 交通
轄區內有但馬飛行場，通稱為「但馬機場」，也使用「東方白鶴但馬機場」的暱稱。鐵路則以豐岡車站為主要車站。

### 鐵路
- 西日本旅客鐵道
  - 山陰本線：（←養父市） - 江原車站 - 國府車站 - 豐岡車站 - 玄武洞車站 - 城崎溫泉車站 - 竹野車站 - （香美町→）
- 京都丹後鐵道
  - 宮豐線：（京丹後市） - 鸛之鄉車站 - 豐岡車站
- 城崎纜車（日语：城崎ロープウェイ）：城崎溫泉站 - 溫泉寺站 - 大師山上站

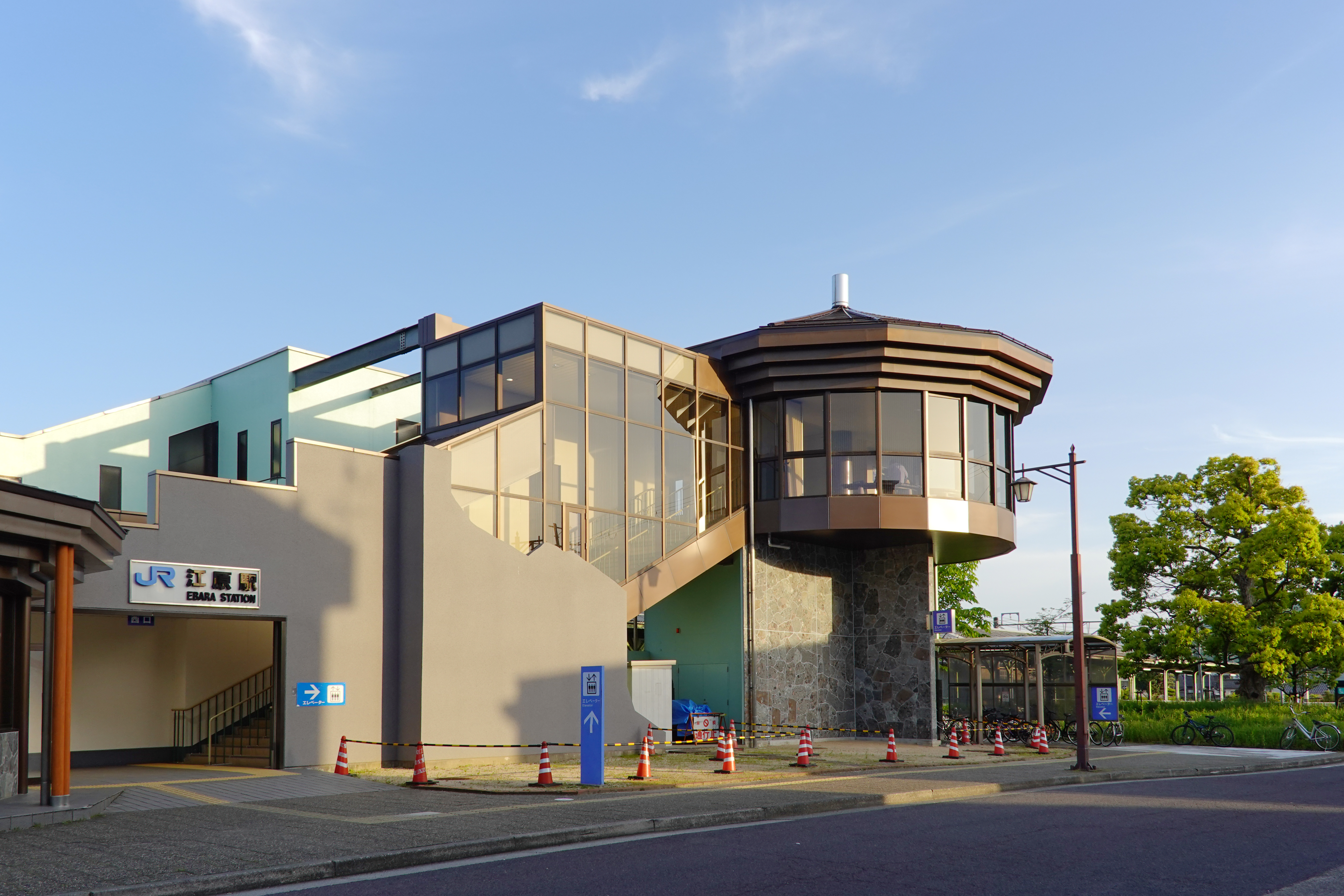
江原車站
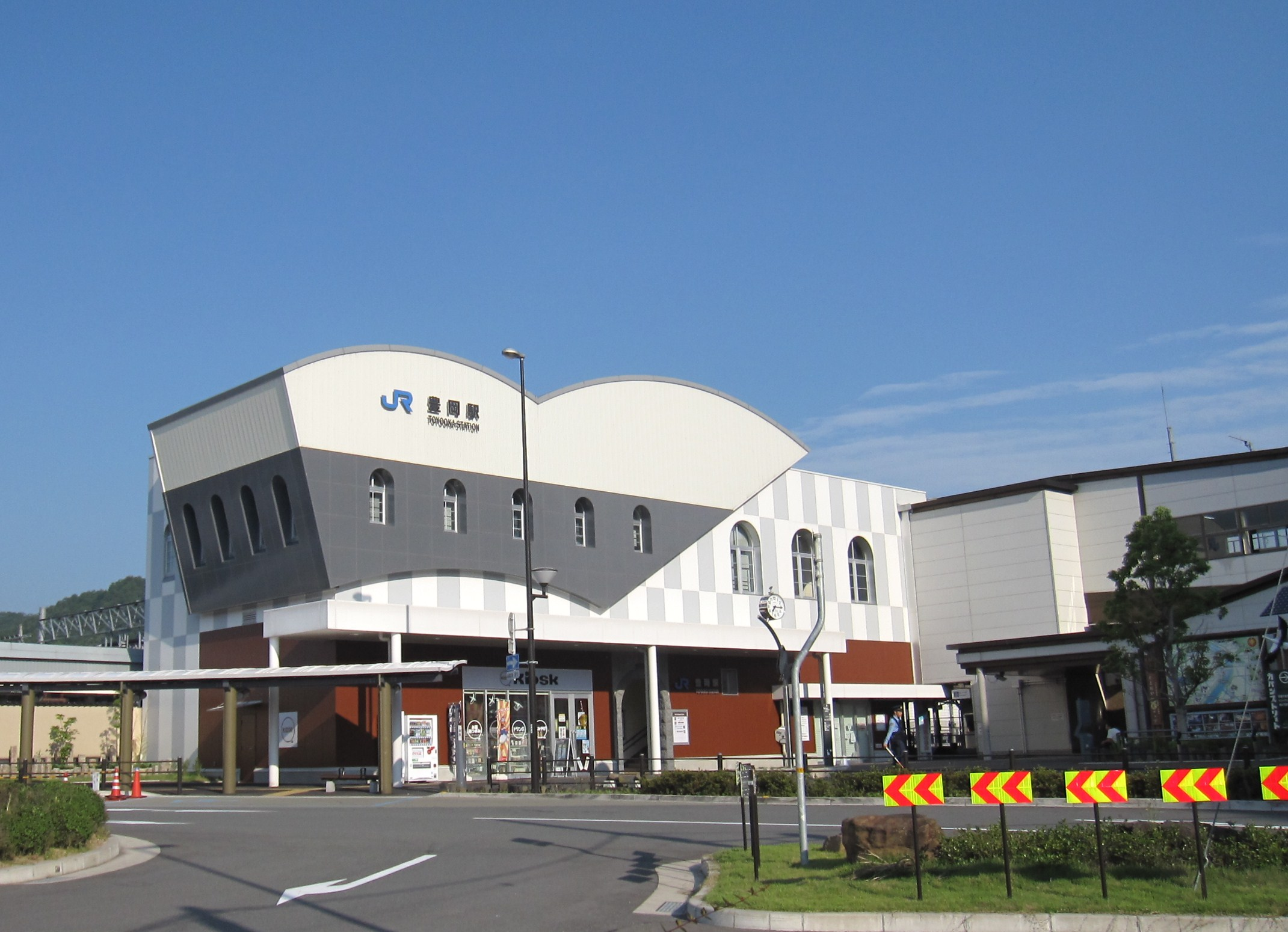
豐岡車站
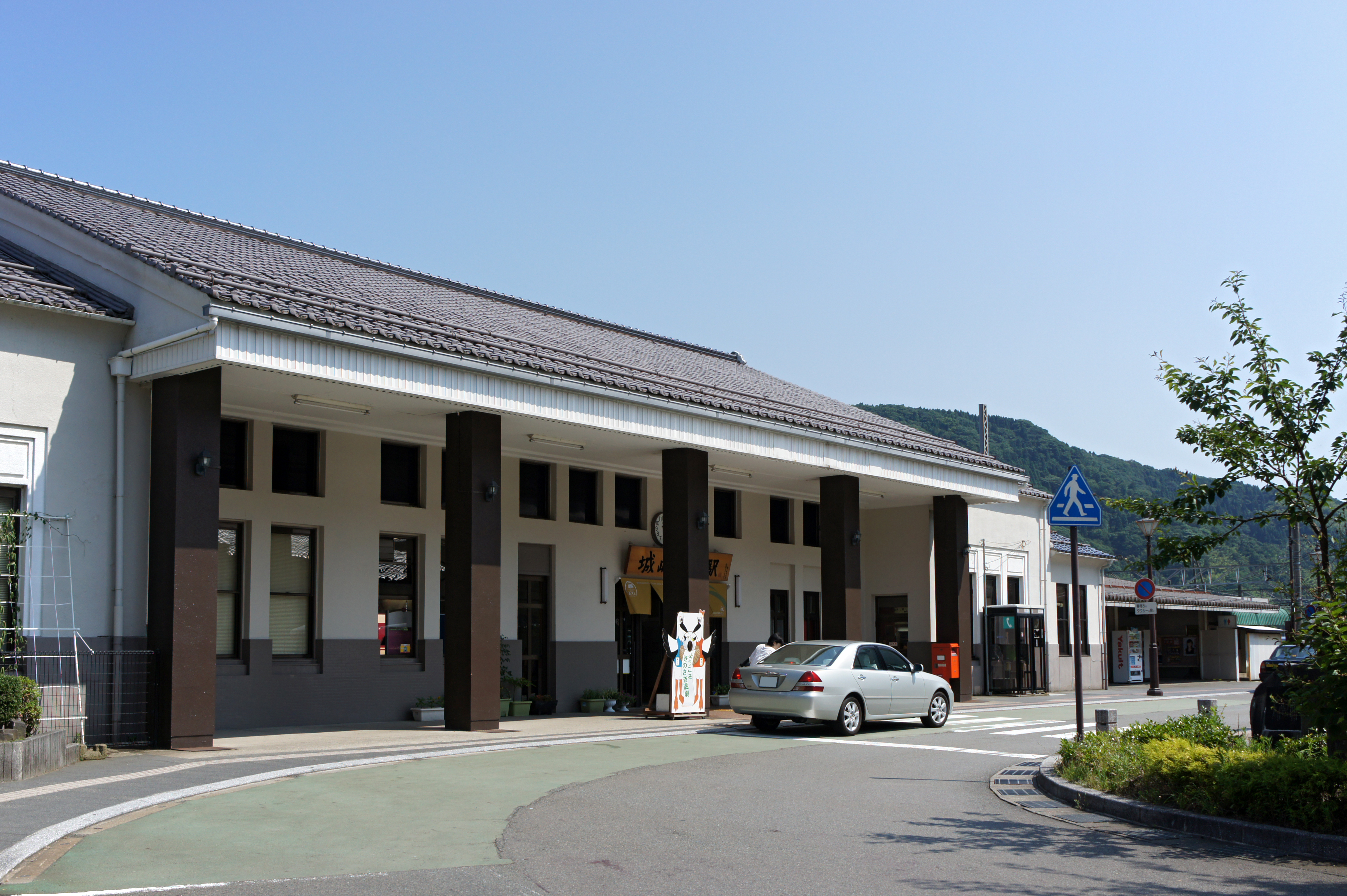
城崎溫泉車站
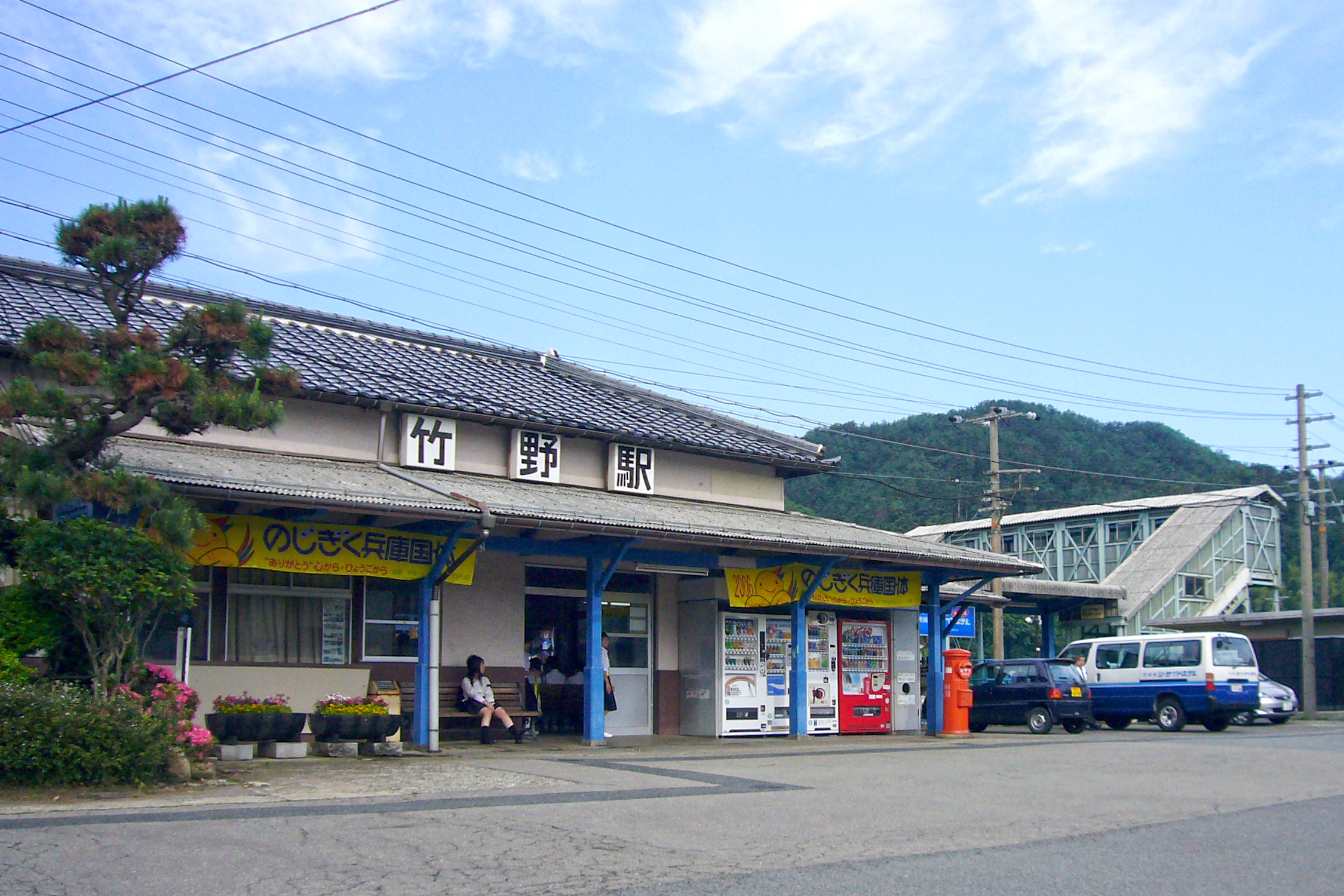
竹也車站

### 公路
- 國道312號（日语：国道312号）、國道426號、國道178號（日语：国道178号）、國道482號（日语：国道482号）
- 兵庫縣道3號豐岡瀨戶線（日语：兵庫県道3号豊岡瀬戸線）、兵庫縣道9號豐岡竹野線（日语：兵庫県道9号豊岡竹野線）

## 觀光資源

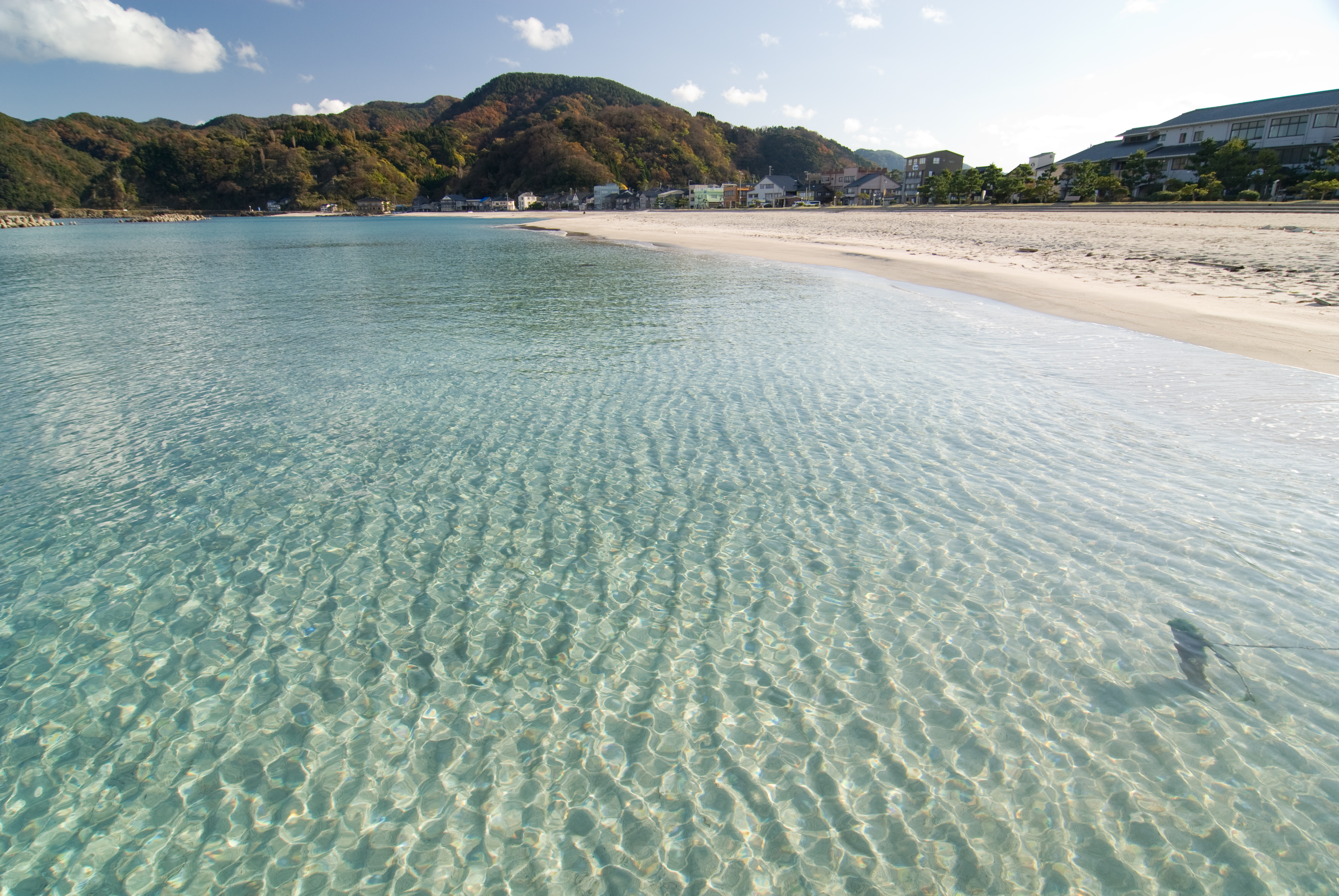
竹野海岸的竹野濱
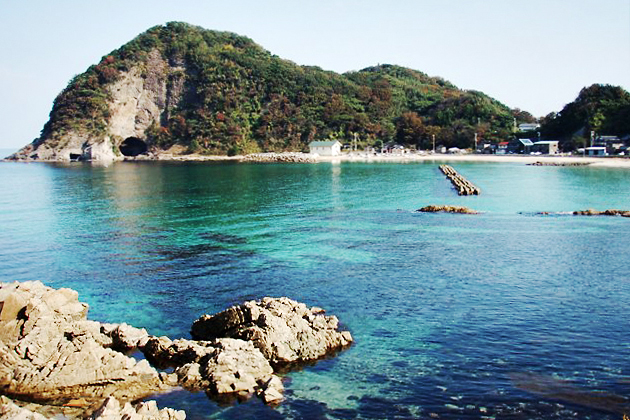
淀之洞門

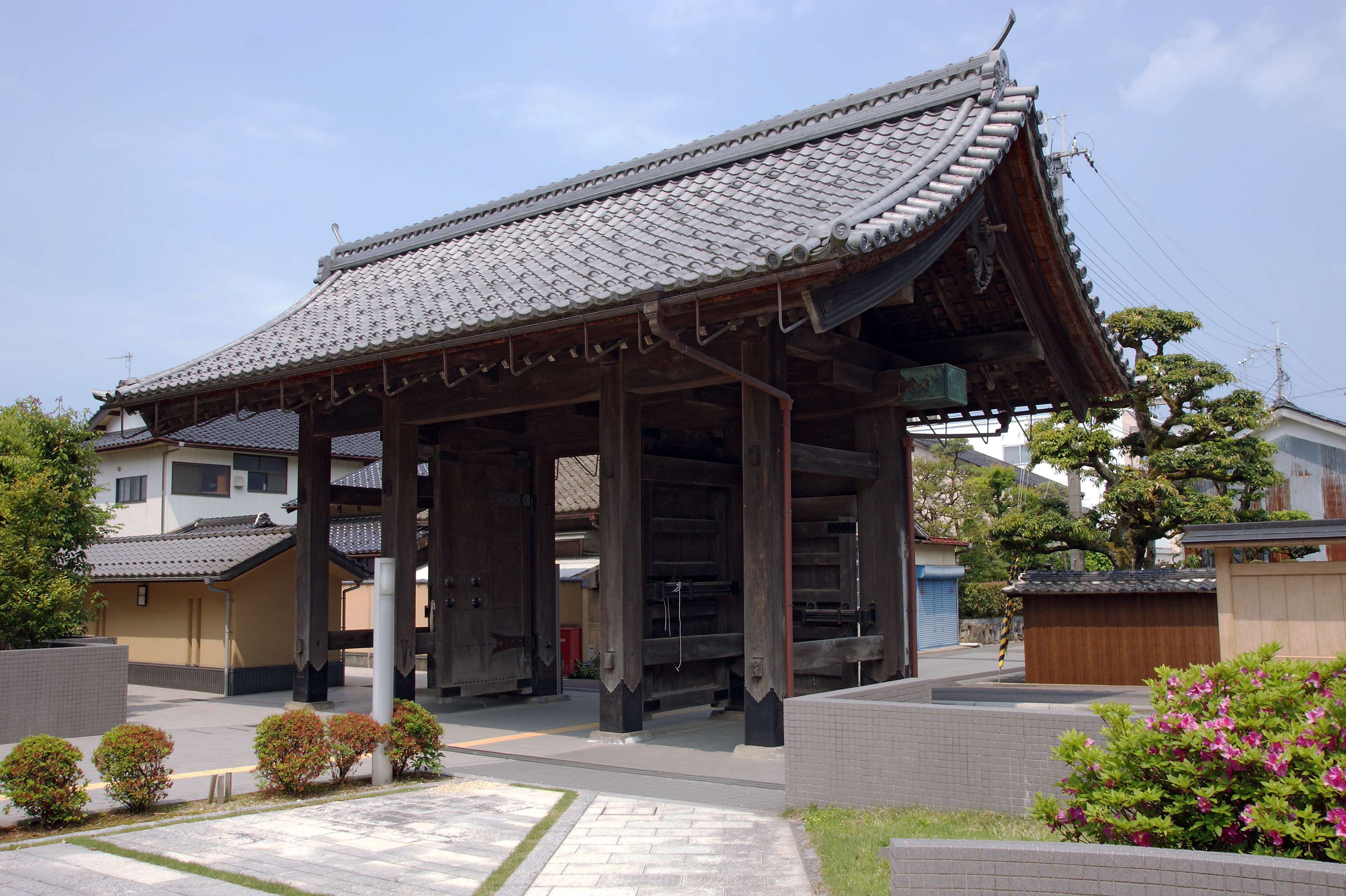
豐岡陣屋遺跡

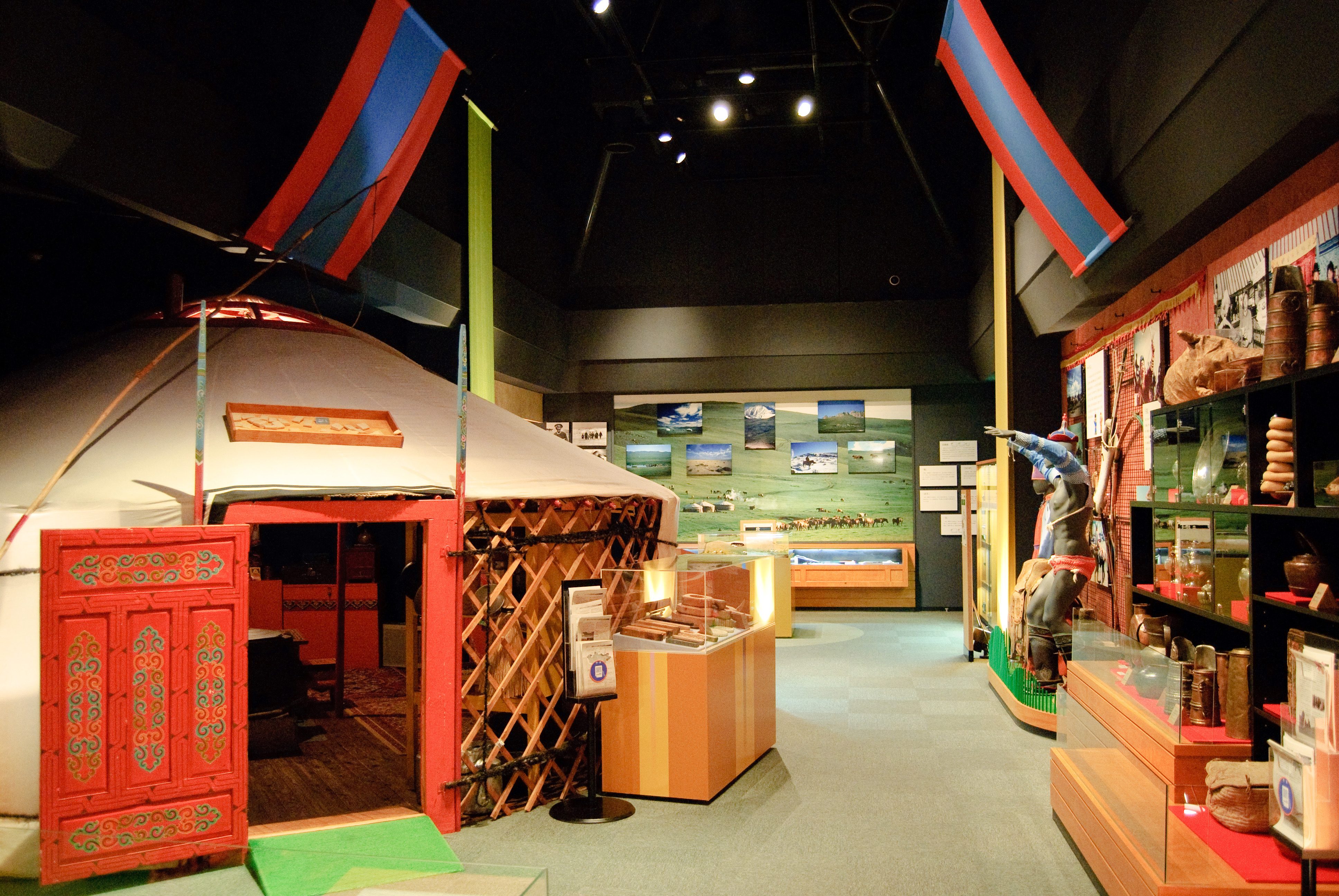
日本・蒙古民族博物館

城崎地區
- 城崎溫泉、溫泉寺（日语：温泉寺 (豊岡市)）、城崎美術館（日语：城崎美術館）
- 玄武洞（日语：玄武洞）、玄武洞博物館（日语：玄武洞ミュージアム）
- 氣比海灘（日语：気比の浜）海水浴場
- 日和山海岸（日语：日和山海岸）、日和山溫泉（日语：日和山温泉）

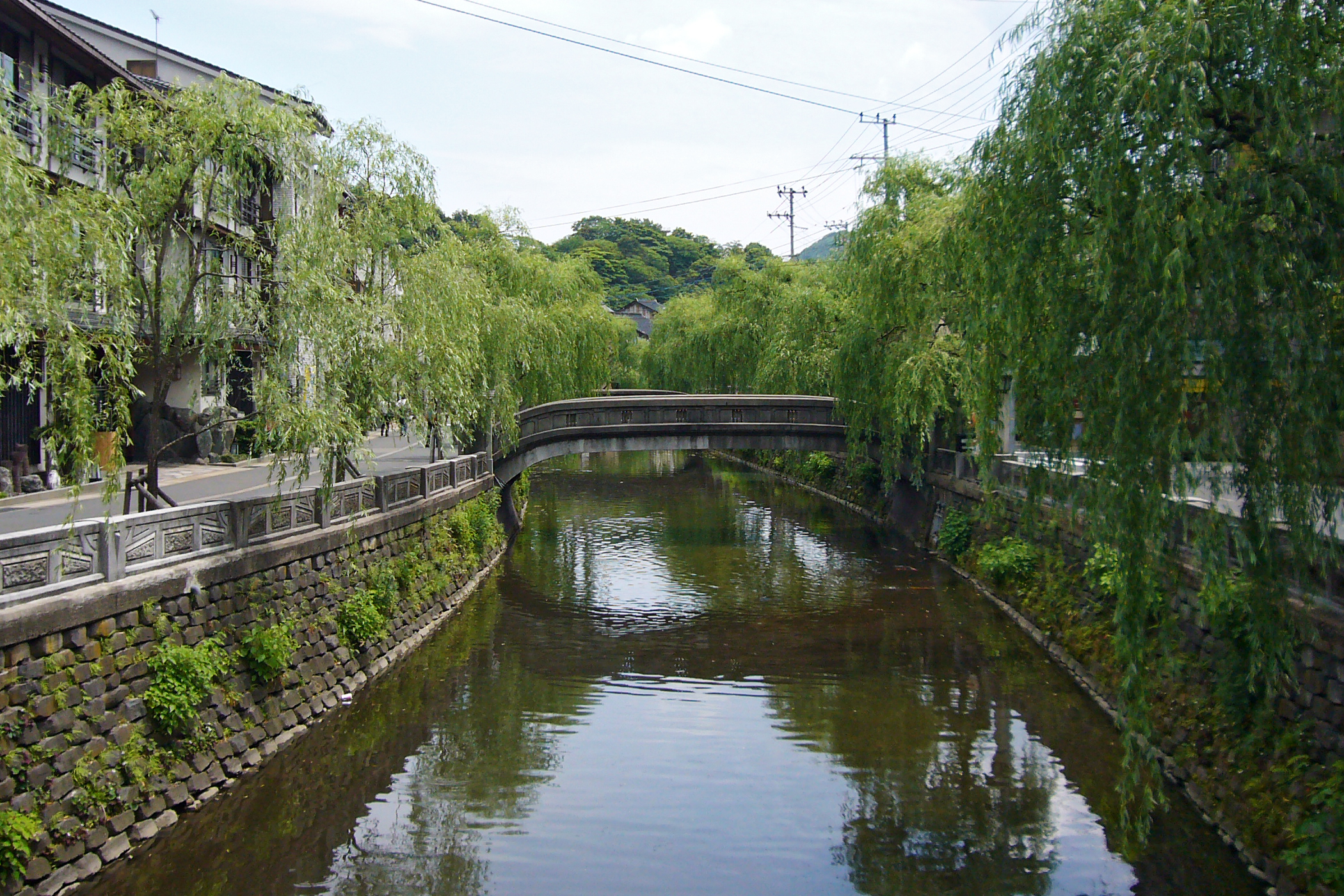
城崎溫泉
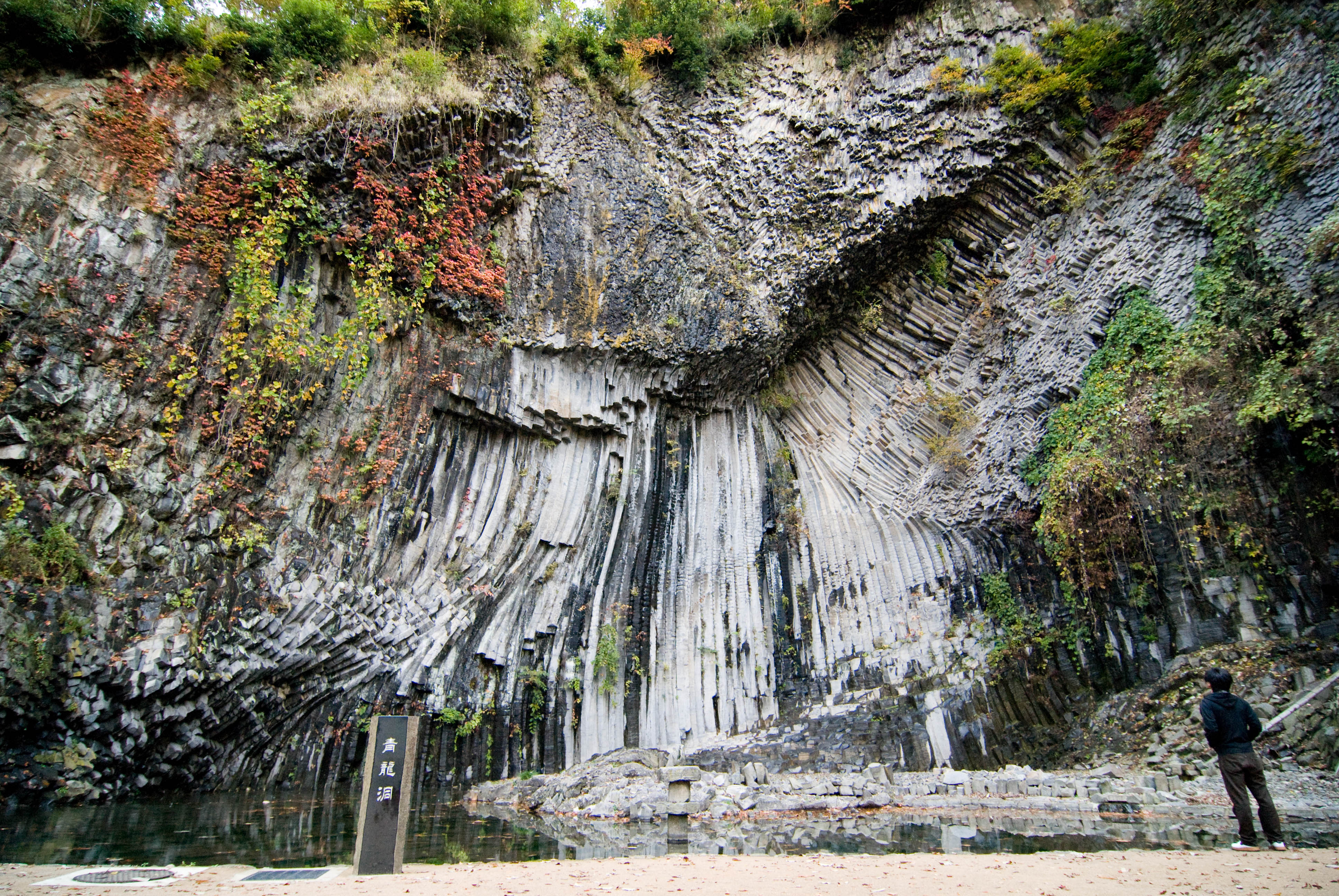
玄武洞

竹野地區
- 竹野海岸（日语：竹野海岸）
- 淀之洞門（日语：淀の洞門）
- 猫崎半島（日语：猫崎半島）

- 竹野海岸的竹野濱
- 淀之洞門

出石地區
- 出石傳統的建造物群保存地區（日语：出石）
- 辰鼓樓（日语：辰鼓楼）：日本最古老的時計塔
- 有子山城遺跡
- 出石城遺跡
- 出石家老屋敷（日语：出石家老屋敷）：仙石左京（日语：仙石左京）的住宅遺跡
- 豐岡市立出石史料館（日语：豊岡市立出石史料館）
- 明治館（日语：明治館 (豊岡市)）：明治時代初期的舊出石郡役所
- 伊藤清永美術館（日语：伊藤清永美術館）

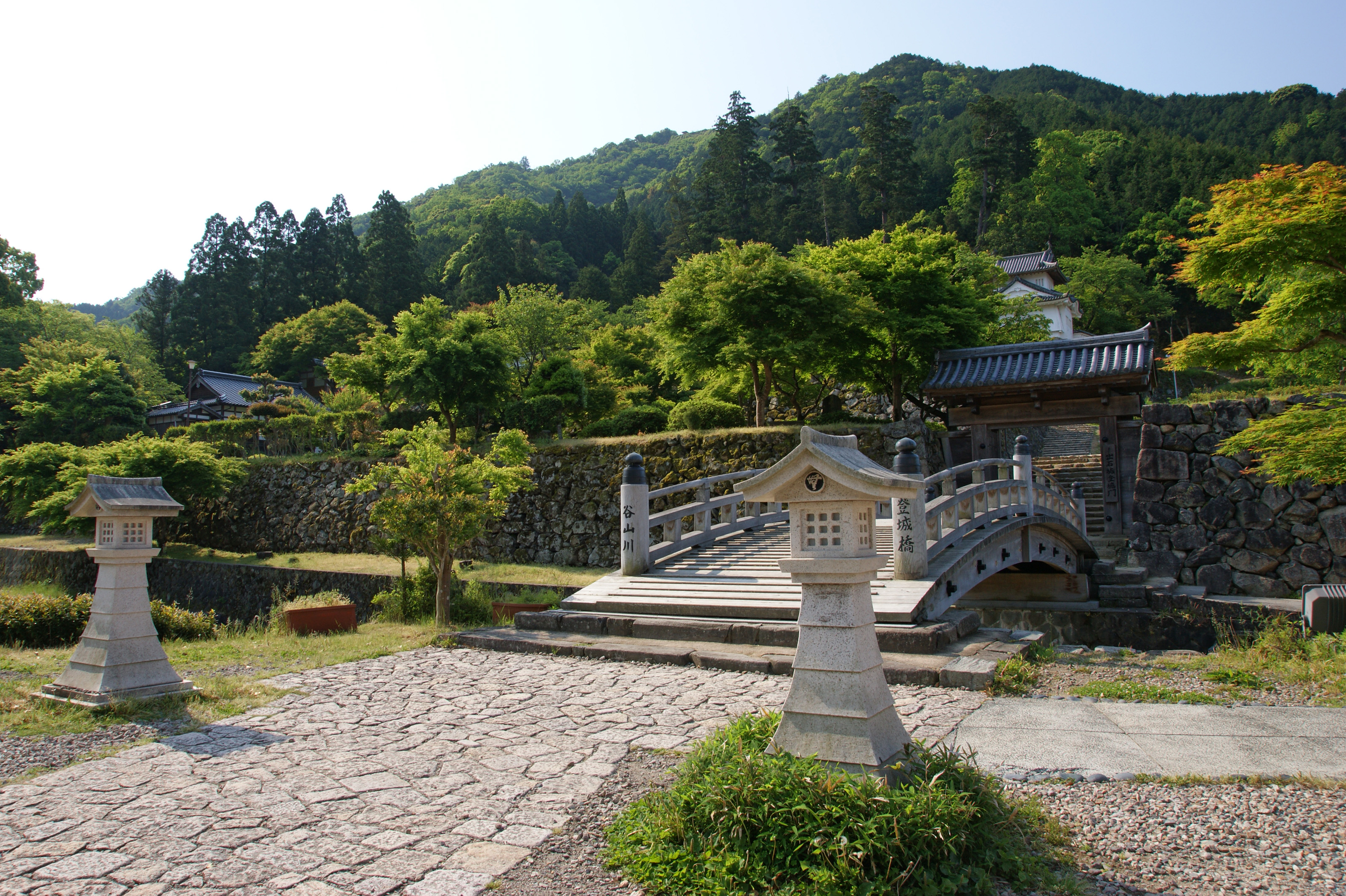
出石城
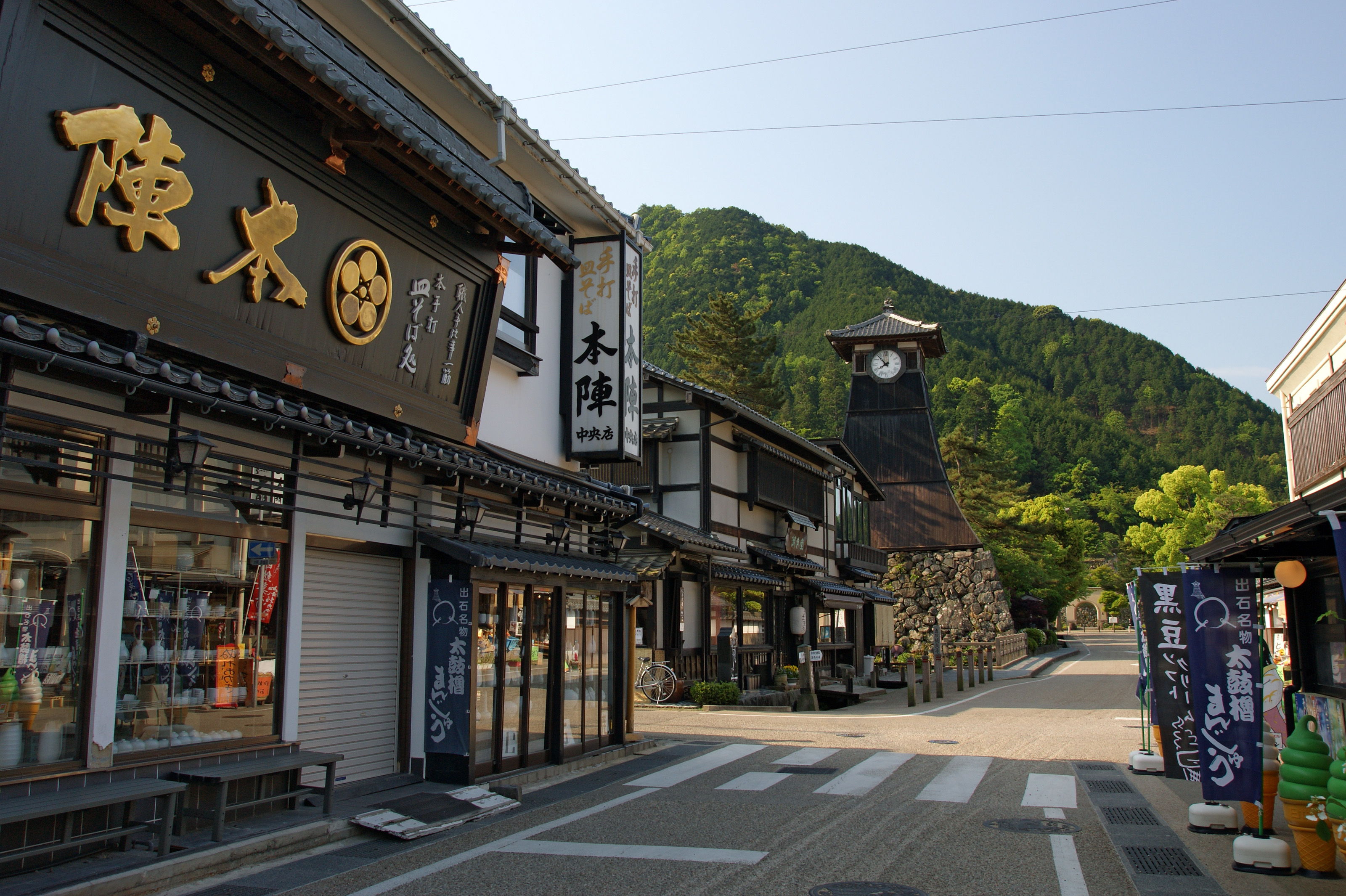
出石傳統建造物群保存地區

神鍋高原、江原地區
- 神鍋高原（日语：神鍋高原）、神鍋山（日语：神鍋山）、神鍋溪谷（日语：神鍋渓谷）
- 神鍋溫泉（日语：神鍋温泉）
- 植村直己冒險館（日语：植村直己冒険館）
- 阿瀨溪谷（日语：阿瀬渓谷）
- 但馬國府、國分寺館（日语：但馬国府・国分寺館）

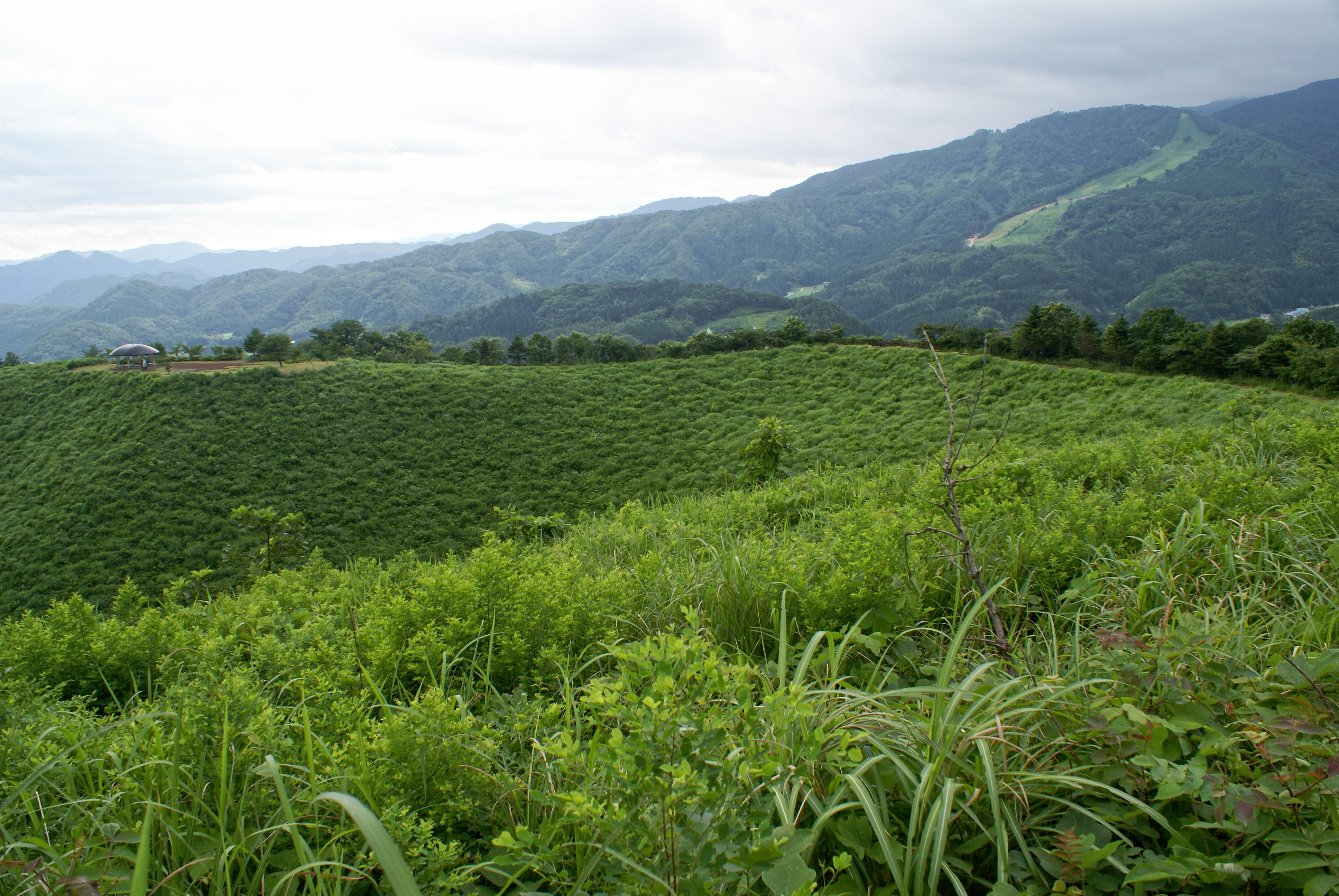
神鍋山
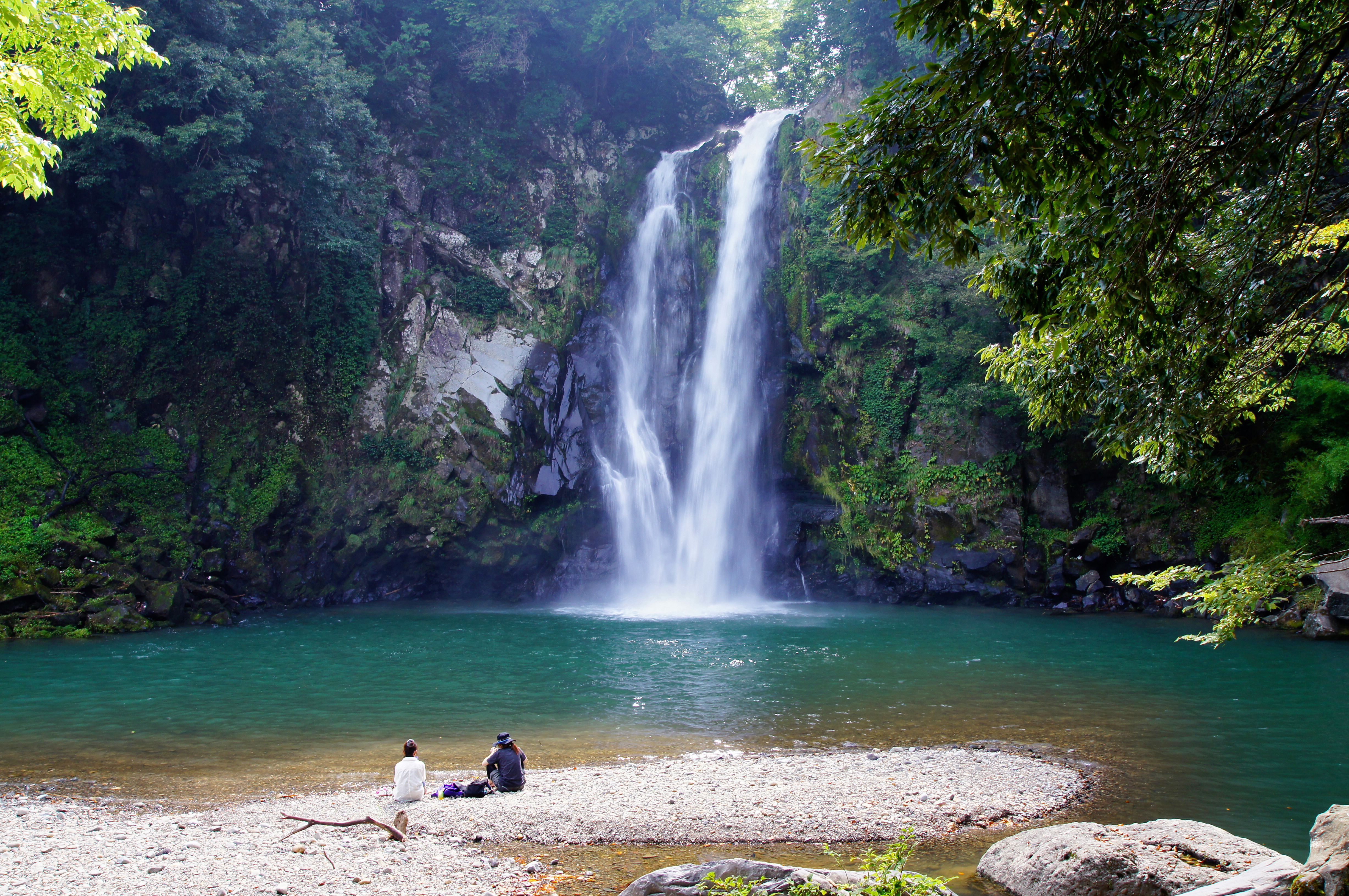
神鍋高原的八反瀑布
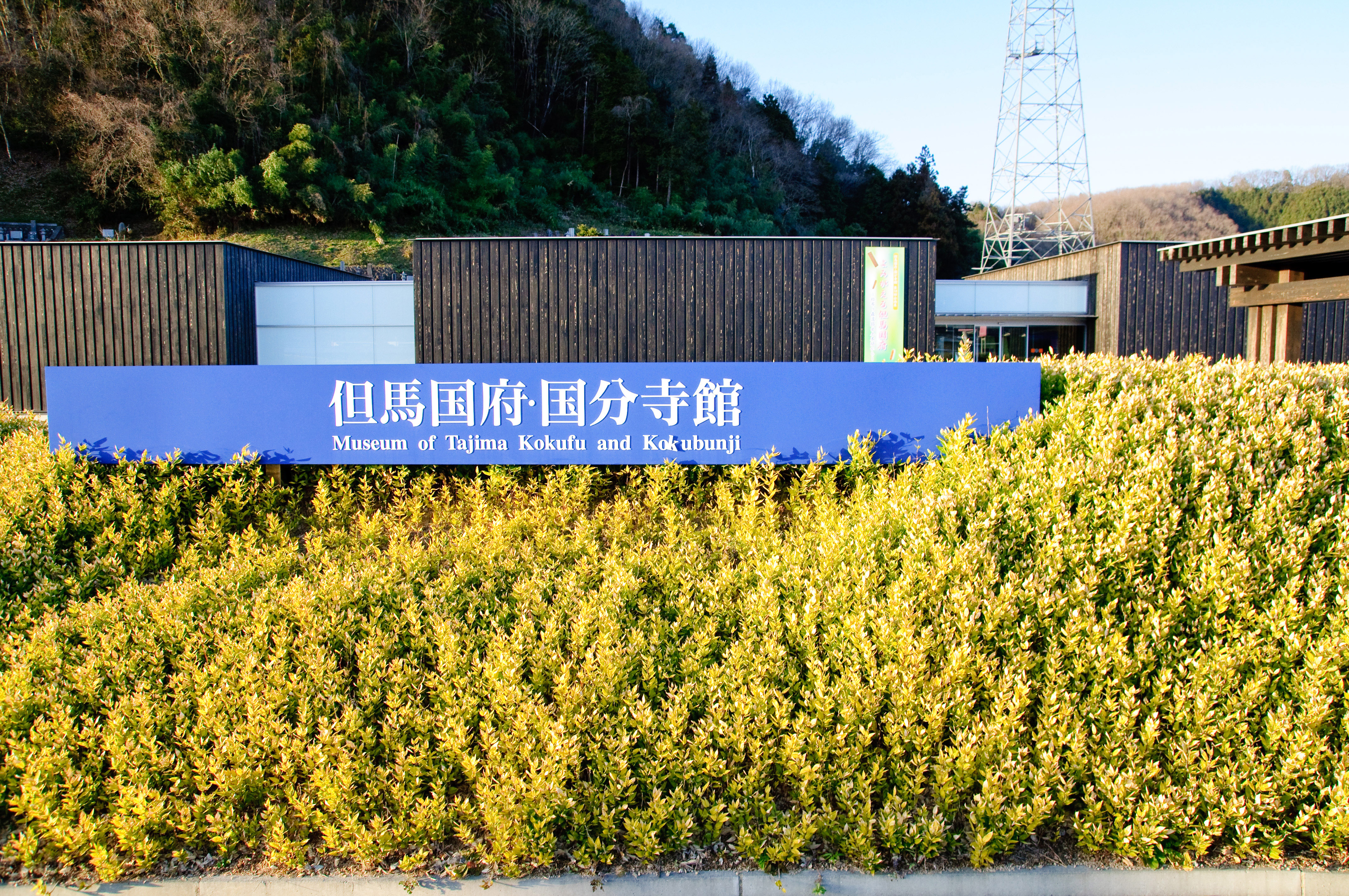
但馬國府、國分寺館

豐岡地區
- 豐岡城（日语：豊岡城）遺跡
- 豐岡陣屋（日语：豊岡陣屋）遺跡、舊豐岡縣政府遺址
- 舊山陰合同銀行豐岡支店：建於1935年，現為國家登錄有形文化財
- 兵庫縣立白鶴之鄉公園（日语：兵庫県立コウノトリの郷公園）
- 田中的大七叶树：樹齡超過500年
- 山王公園（日语：山王公園 (豊岡市)）

- 豐岡陣屋遺跡

但東地區
- 絲綢溫泉（日语：シルク温泉）
- 日本・蒙古民族博物館（日语：日本・モンゴル民族博物館）

- 日本・蒙古民族博物館

## 教育
大學
- 兵庫縣立大學豐岡地理、東方白鸛校區
- 近畿大学丰冈短期大学

## 姊妹、友好城市

### 日本
- 上田市（長野縣）
- 出石地區以「但馬的小京都」之名加入了全國京都會議

### 海外
- 慶州市（韓國庆尚北道）
- 阿利坎特（西班牙巴倫西亞自治區阿利坎特省）
- 博克多（英语：Bogd, Bayankhongor）（蒙古巴彦洪戈尔省）
- 魯阿佩胡（英语：Ruapehu District）（紐西蘭马纳瓦图-旺加努伊）

## 本地出身之名人
- 山名宗全：室町時代守護大名，應仁之亂的參與者。
- 植村直己：冒險家，第一個站上世界最高峰聖母峰的日本人，也是世界第一個成功攀登五大陸最高峰者。
- 大友工：棒球選手
- 能見篤史：棒球選手
- 井上香織：排球運動員
- 山田哲人：棒球選手

## 外部連結
- （日語） 豐岡觀光協會（页面存档备份，存于）
- （日語） 城崎溫泉觀光協會（页面存档备份，存于）